# 駒井政五郎
駒井 政五郎（こまい まさごろう）は、幕末の長州藩士。
江戸時代末期の長州藩士・吉田松陰の松下村塾に学ぶ。文久3年（1863年）に海防大砲掛、慶応3年（1867年）、鋭武隊総督に就任。
戊辰戦争には征討軍の軍監を務める。奥羽、函館方面を転戦し、二股口の戦いで土方歳三率いる衝鋒隊・伝習歩兵隊約300人と戦ったが乱戦の末、胸に銃弾を受け戦死した。
明治35年（1902年）、正五位を追贈された。